# Balatun
Balatun (cyr. Балатун) – wieś w Bośni i Hercegowinie, w Republice Serbskiej, w mieście Bijeljina. W 2013 roku liczyła 1245 mieszkańców.